# Torno Largo 1.ª Sección
Torno Largo 1.ª Sección es una localidad del municipio de Centro ubicado en la subregión centro del estado mexicano de Tabasco.

## Geografía
La localidad de Torno Largo 1.ª Sección se sitúa en las coordenadas geográficas 17°55′47″N 92°53′45″O / 17.929722, -92.895833, a una elevación de 3 metros sobre el nivel del mar.

## Demografía
Según el Conteo de Población y Vivienda 2020, efectuado por el Instituto Nacional de Estadística y Geografía, la localidad de Torno Largo 1.ª Sección tiene 1,449 habitantes, de los cuales 709 son del sexo masculino y 740 del sexo femenino. Su tasa de fecundidad es de 1.93 hijos por mujer y tiene 384 viviendas particulares habitadas.
| Gráfica de evolución demográfica de Torno Largo 1.ª Sección entre 1910 y 2020 |
|                                                                               |
| INEGI.                                                                        |